# Podu Broșteni, Argeș
Podu Broșteni este un sat ce aparține orașului Costești din județul Argeș, Muntenia, România.